# Sinningia canescens
Sinningia canescens là một loài thực vật có hoa trong họ Tai voi. Loài này được (Mart.) Wiehler miêu tả khoa học đầu tiên năm 1975.

## Hình ảnh

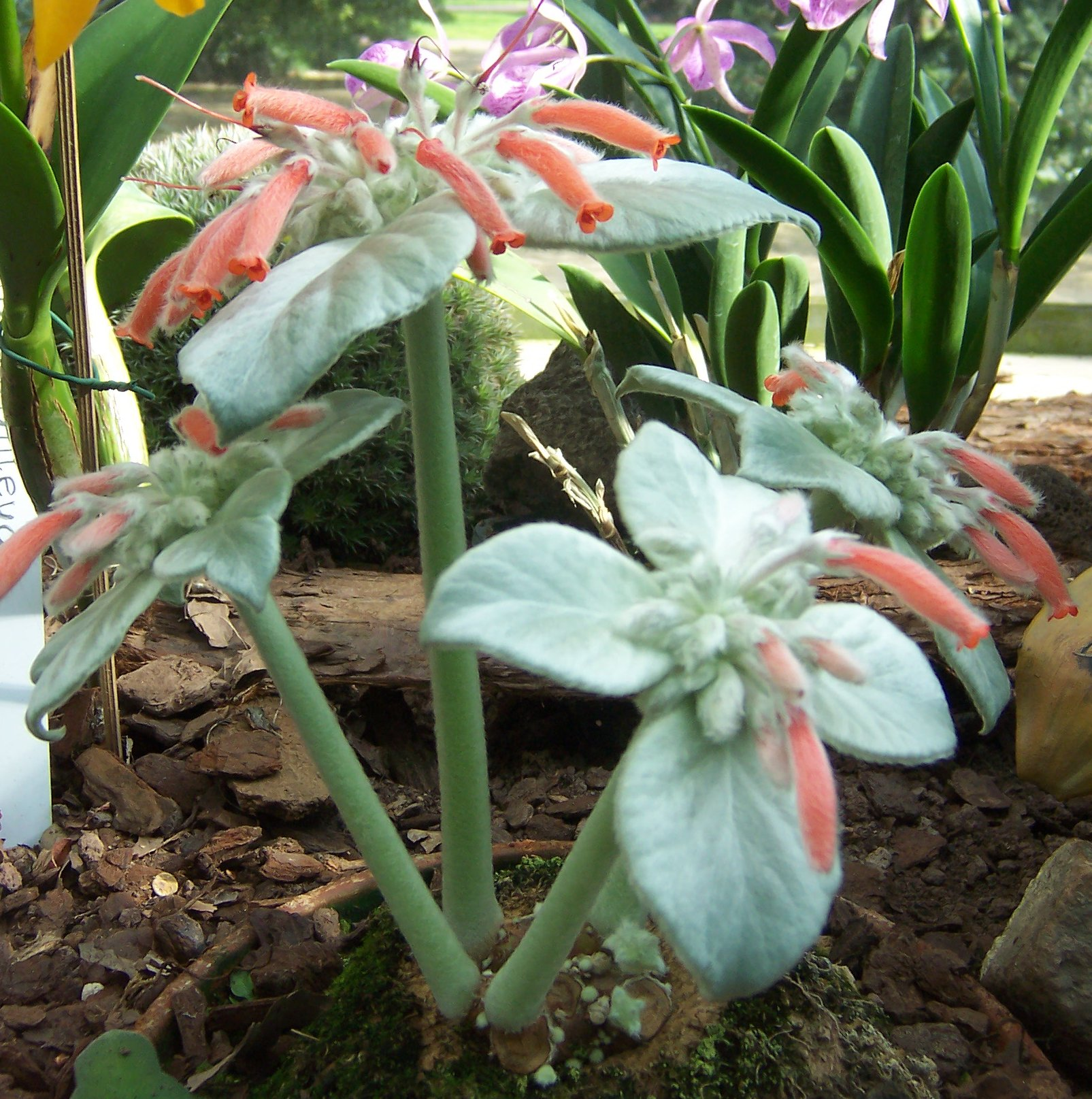